# Interruttore rompitratta
L'interruttore rompitratta è un interruttore disegnato nel 1968 dai fratelli Achille Castiglioni e Pier Giacomo Castiglioni e commercializzato dall'azienda italiana VLM, specializzata nel settore dell'elettronica e dell'illuminazione. È considerato un oggetto icona del design anonimo. Si trova esposto alla Triennale Design Museum e allo Studio Museo Achille Castiglioni a Milano.

## Storia

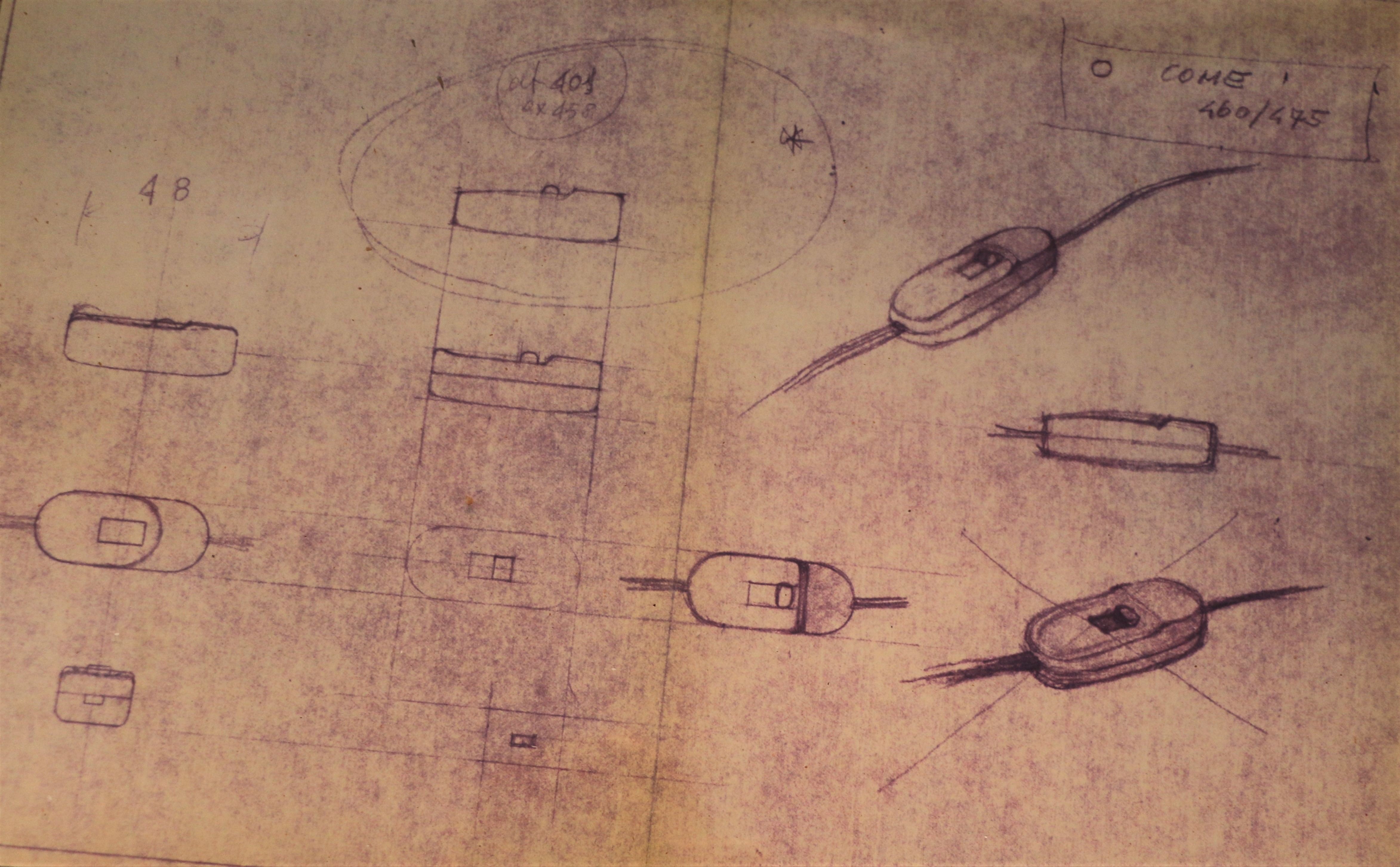
I bozzetti originali dell'interruttore rompitratta

L'interruttore rompitratta viene ideato nel 1968 dai fratelli Achille Castiglioni e Pier Giacomo Castiglioni  e prodotto dall'azienda  VLM avente sede vicino a Milano (precisamente a Buccinasco) e specializzata nel settore dell'elettronica e dell‘illuminazione.
Gli architetti Castiglioni si occuparono del design, mentre la parte tecnica e funzionale del prodotto fu realizzata da Giuliano Cantoni, direttore tecnico e azionista di VLM. Venne prodotto su larga scala con costi contenuti ed ebbe un enorme successo. Infatti, nonostante siano passati 53 anni dall'inizio della sua commercializzazione, il piccolo interruttore rimane un oggetto senza tempo, perché risponde in modo ottimale alle esigenze dei compratori  senza tralasciare l'estetica.

## Descrizione

### Caratteristiche tecniche
L'interruttore rompitratta è composto da due gusci stampati in resina termoplastica, che descrivono una forma rettangolare arrotondata, i cui bordi sono smussati per facilitare i movimenti sul piano dove poggia.
Nella parte centrale superiore è presente una lieve rientranza circolare con al suo interno il nottolino, utilizzato per attivare o disattivare il contatto metallico che permette il passaggio della corrente elettrica, attivando il dispositivo.
L'elemento più innovativo consiste però nella sua struttura interna, ove non sono più presenti tre morsetti ma soltanto due, permettendo così un maggior risparmio di volume, ingombro e costo di produzione. 
Ulteriore elemento caratterizzante del piccolo interruttore è il suono prodotto dalla sua attivazione, ovvero l'iconico “clic”.
| lunghezza | 55 mm |
| altezza   | 15 mm |
| larghezza | 24 mm |
| peso      | 16 g  |

## Caratteristiche plastiche

### Colore
Il prodotto è stato commercializzato originariamente solo nei colori bianco e nero, ciò attribuisce all'oggetto valori di eleganza e minimalismo, rendendolo adattabile a qualsiasi contesto proprio grazie alle sue tonalità neutre, considerate da Castiglioni come un vero e proprio metodo di lavoro, oltre a una questione estetica . Questo conferisce maggiore importanza alla funzione e al conseguente gesto che viene compiuto quando lo si vuole usare. 
La lucidità dell'oggetto è data dal materiale con cui è stato realizzato, mentre il cavo elettrico è avvolto da una guaina in gomma morbida opaca.

### Linee
La forma lineare dell'interruttore si contrappone con le numerose curve rappresentate dagli smussi dei bordi della scocca e dal cerchio centrale in cui è inserito il nottolino, anch'esso tondeggiante. Il bordo netto dell'incavo circolare in cui è collocato il nottolino frena lo scorrimento del pollice lungo la superficie curva del resto dell'oggetto, focalizzando l'attenzione sul pulsante di accensione.

### Volumi
L'oggetto presenta una contrapposizione tra spazi pieni e vuoti. La superficie esterna del guscio risulta piena mentre la rientranza circolare in cui è collocato il nottolino crea uno spazio vuoto.
La sua particolare conformazione permette quindi di far focalizzare l'attenzione di chi lo usa direttamente su questa parte centrale, rendendo semplice e intuitivo il suo funzionamento. Questa peculiarità rende l'interruttore rompitratta di facile rintracciabilità anche al buio, semplificando l'accensione del corpo luminoso di notte.

### Suono
Il suono del nottolino non è il tipico “clic” acuto di un interruttore qualunque ma è più tenue e morbido. Risulta pertanto piacevole e non fastidioso, qualità fondamentale in quanto il suo utilizzo avviene frequentemente. Tale suono fornisce all'utente un'ulteriore conferma dell'accensione o dello spegnimento dell'apparecchio a cui è collegato l'interruttore.

## Grado di codifica
Il rompitratta è un oggetto di design ipercodificato in quanto propone un prodotto già esistente, ovvero un semplice interruttore, migliorando alcune caratteristiche fisiche e tecniche, diventando perciò un oggetto innovativo. La tecnica è deducibile dal trattato di Umberto Eco che qualifica l'ipercodifica come il metodo mediante il quale “unità codificate vengono analizzate in unità minori a cui si assegnano nuove funzioni segniche”.

## Valorizzazione
Castiglioni, nella progettazione dell'interruttore rompitratta, valorizza fortemente l'oggetto da un punto di vista pratico rendendolo funzionale e maneggevole. Le forme essenziali e minimaliste inoltre ne evidenziano i valori estetici e il suono prodotto quando lo si utilizza ne esalta quelli ludici. Tenendo conto delle sue caratteristiche, il rapporto qualità prezzo dell'oggetto risulta comunque molto valido.
Tutti questi aspetti soddisfano la classificazione dei valori del semiologo Jean-Marie Floch.

## Diffusione
Si tratta di uno degli oggetti di disegno industriale che ha rivoluzionato il mondo dell'illuminazione, portando il design d'autore nella vita quotidiana.
Come dice lo stesso Achille Castiglioni, «Ma ti rendi conto? Sono entrato nelle case di tutti».
«Spesso, quando sono in una camera da letto in qualche albergo in giro per il mondo, mi capita di allungare la mano per accendere la lampada sul comodino – spiegava Castiglioni – E allora mi trovo tra le dita il nostro rompitratta».